# Regionalliga (Østrig)
Regionalliga er i Østrig den tredjebedste fodboldrække. I ligaen spiller 48 hold fordelt i tre grupper: Central (Mitte), Øst (Ost) og Vest (West).